# Brett Ormerod
Brett Ryan Ormerod (Blackburn, 18 ottobre 1976) è un ex calciatore inglese, di ruolo attaccante.

## Carriera
Ha giocato in massima serie con la maglia del Southampton.
Viene ricordato per essere stato il primo giocatore in assoluto ad aver segnato, almeno una rete, nelle prime quattro categorie professionistiche con la stessa maglia, quella del Blackpool.

## Palmarès

### Club

#### Competizioni nazionali
- FA Trophy: 1

Wrexham: 2012-2013